# Giurtelecu Șimleului
Giurtelecu Șimleului (ungherese: Somlyógyőrtelek o semplicemente Győrtelek, tedesco: Wüst Görgen) è una località rumena situata nella parte nord-occidentale della Transilvania nel Distretto di Sălaj, Comune di Măeriște.
In rumeno è conosciuta anche come Giurtelec o Giurtelecu.

## Geografia fisica
Giurtelecu Șimleului è situata ad un'altitudine di 267 m sulle rive del fiume Crasna. La diga di Vârșolţ la protegge dalle alluvioni. Il promontorio di Damian caratterizza particolarmente il paesaggio di Giurtelecu Șimleului, dominando il suo panorama. Questo promontorio è parte organica dello sperone Nord-Est del massiccio "Măgura Șimleului", che appartiene ai Carpazi.

## Storia

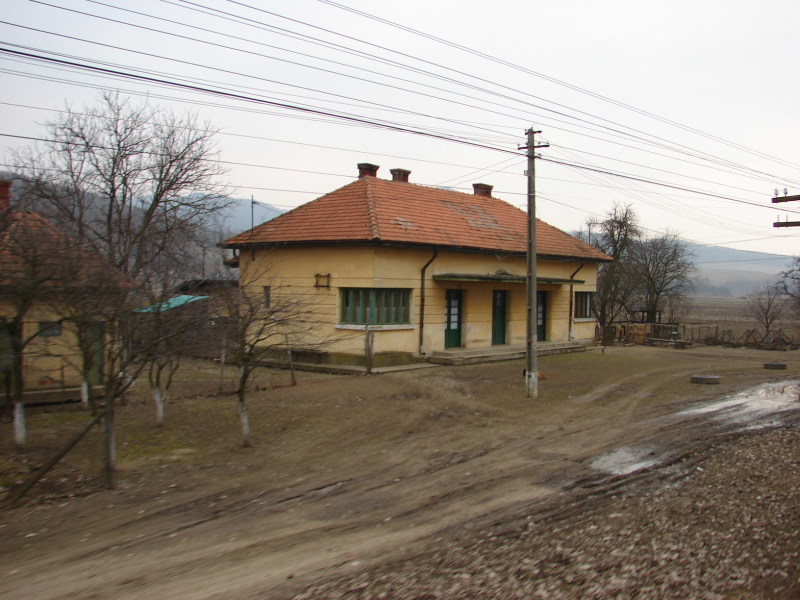
Vecchia stazione ferroviaria

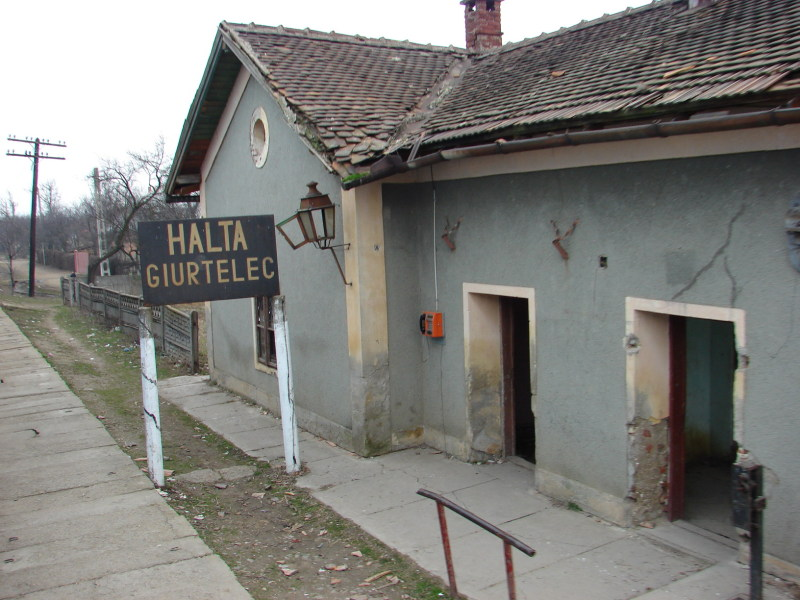
Stazione ferroviaria

Ben posizionata strategicamente e naturalmente fortificata, il promontorio di Damian ha attratto diverse comunità umane in cerca di sicurezza per migliaia di anni. Giurtelecu Șimleului era già abitata nell'età del ferro.
- 1259 - prima menzione registrata nella storia
- 1688 - Giurtelecu Șimleului è stato aggiunto ai territori della monarchia asburgica
- 1715 - primo censimento ufficiale
- 1867 - Giurtelecu Șimleului restituito al Regno di Ungheria nel recente costituzione Austria-Ungheria
- 1876 - Giurtelecu Șimleului entra a far parte della nuova contea di Szilágy (rumeno: Sălaj)
- 1919 - Giurtelecu Șimleului fa parte della Romania
- 1920 - Censimento: 1 395 abitanti
- dal 1940 al 1944 - Giurtelecu Șimleului è nuovamente parte dell'Ungheria durante la seconda guerra mondiale
- 1944, maggio - deportazioni di massa di ebrei da Giurtelecu Șimleului ai campi di sterminio nella parte occupata della Polonia
- 1950 - Giurtelecu Șimleului diventa parte di Șimleu Rayon, regione di Bihor; nel 1952 Bihor regione ha cambiato il suo nome in Regione di Oradea e nel 1960 cambia il suo nome alla Regione Crișana
- 1968 - ancora una volta è parte della ristabilita Sălaj
- 1998-1999 - scavi archeologici a Giurtelecu Șimleului
- 2006 - La scuola pubblica di Giurtelecu Șimleului riceve dal governo rumeno una sovvenzione di 30000 euro (100,000 RON) per la sua ristrutturazione

## Società

### Evoluzione demografica
| Anno | Abitanti |
| ---- | -------- |
| 2002 | 1.055    |
| 1992 | 1.149    |
| 1920 | 1.395    |
| 1910 | 1.322    |
| 1900 | 1.216    |
| 1890 | 1.059    |
| 1880 | 996      |
| 1869 | 1.190    |
| 1847 | 684      |
| 1750 | 231      |
| 1720 | 90       |
| 1715 | 72       |